# 新年·奇迹号
《新年·奇迹号》（英語：Blooms of Happiness）是一部2025年马来西亚贺岁奇幻喜剧片，由李勇昌和丁仕昀联合导演，阿牛、洪慧芳、原腾、温慧茵、周崇庆、叶良财主演。